# Édouard Goüin
Ne doit pas être confondu avec Édouard Goüin (1787-1864).
Pour les autres membres de la famille, voir Famille Goüin.
Édouard-Ernest Goüin, né le 8 mai 1876 à Paris et mort le 13 septembre 1922 au palais abbatial de Royaumont, est un financier, industriel et philanthrope français.

## Biographie
Édouard Goüin est le fils de l'industriel Jules Goüin (1846-1908), régent de la Banque de France, et de Marie-Thérèse Singer (1856-1909), morte assassinée dans l'affaire du wagon sanglant.
Banquier à Paris, il commence sa carrière comme inspecteur d'exploitation à la Compagnie des chemins de fer du Nord. Il rentre par la suite dans plusieurs sociétés industrielles et financières pour faire le lien avec la Société de construction des Batignolles, dont son grand-père Ernest était le fondateur. Il devient ainsi administrateur délégué de la Compagnie des Tramways des Vosges et président de la Société des chemins de fer helléniques, de la Société d'exploitation des chemins de fer en Corrèze, de la Compagnie des chemins de fer de la Limagne et de la Banque française de Syrie, et siège aux conseils d'administration de la Compagnie des chemins de fer Bône-Guelma, de la Compagnie française des chemins de fer de l'Indochine et du Yunnan, de la Compagnie des chemins de fer du Nord, de la Société générale, du Crédit mobilier français, du Crédit industriel et commercial (CIC), de la Société métallurgique de Montbard-Aulnoye, de la Société française immobilière de Madagascar, de la Société auxiliaire de la colonisation française à Madagascar, de la Banque française des pays d'Orient et de la Banca Marmorosch Blank (ro).
En 1902, il est nommé administrateur de la Société de construction des Batignolles et lors de la création de la filiale Batignolles-Châtillon, il en devient le premier président.
En décembre 1914, il prend l'initiative de mettre l'abbaye de Royaumont, propriété de sa famille, à disposition d'un corps médical exclusivement féminin, venu d’Écosse pour y ouvrir un hôpital de cent lits (en), sous l’égide de la Croix-Rouge française, dont il a été un membre très actif. Elles transforment en quelques mois l'abbaye en une unité de soins dont la qualité et l’équipement seront reconnus et appréciés des autorités françaises. Dès le mois de juin 1915, le Scottish Women's Hospital accueille plus de 400 blessés ; il sera, après le transfert en 1918 des blessés soignés à Villers-Cotterêts, le plus grand hôpital « britannique » en France, avec une capacité de six cents lits.

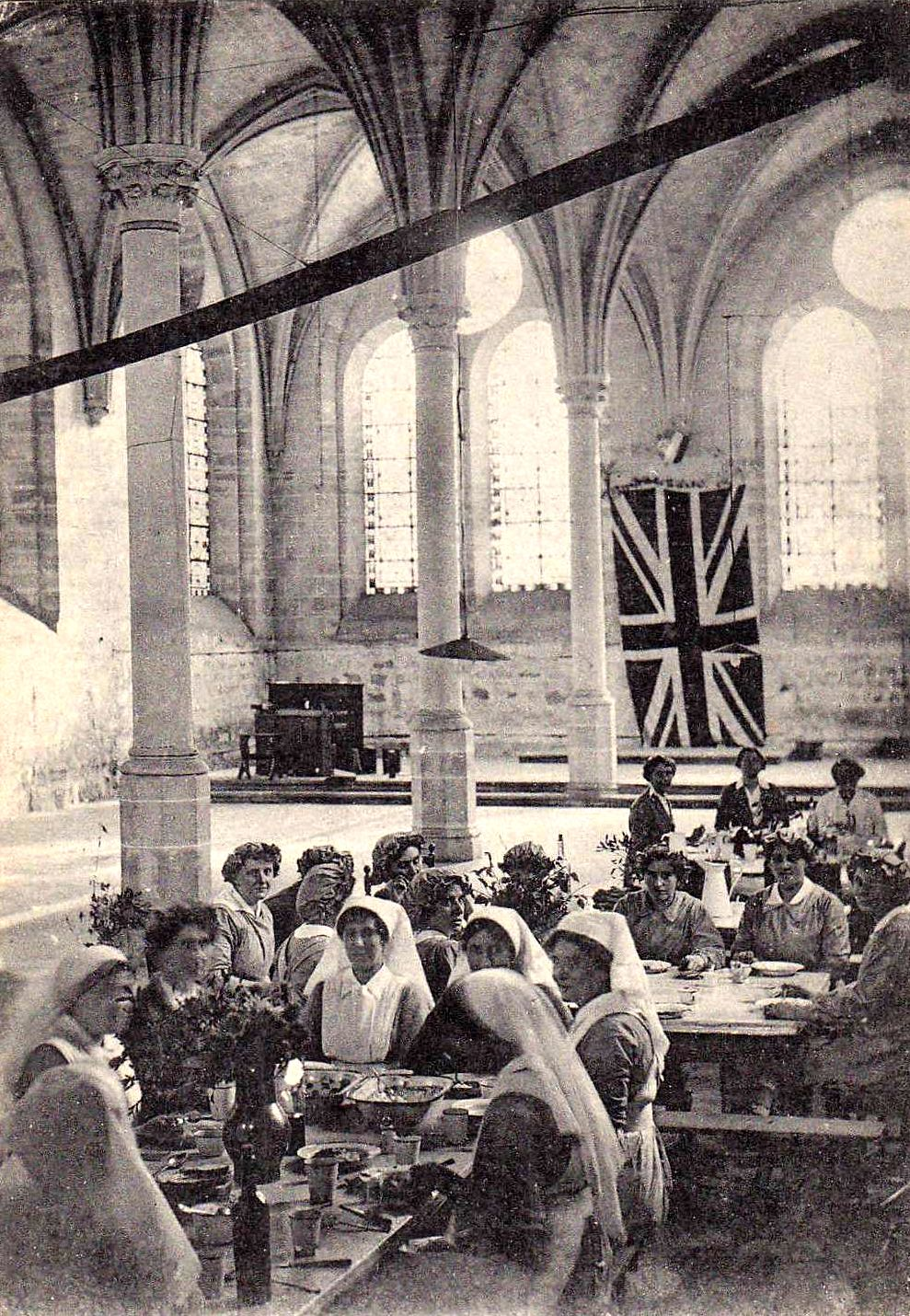
Le réfectoire du personnel du Scottish Women's Hospital, installé à Royaumont pendant la Première Guerre mondiale.
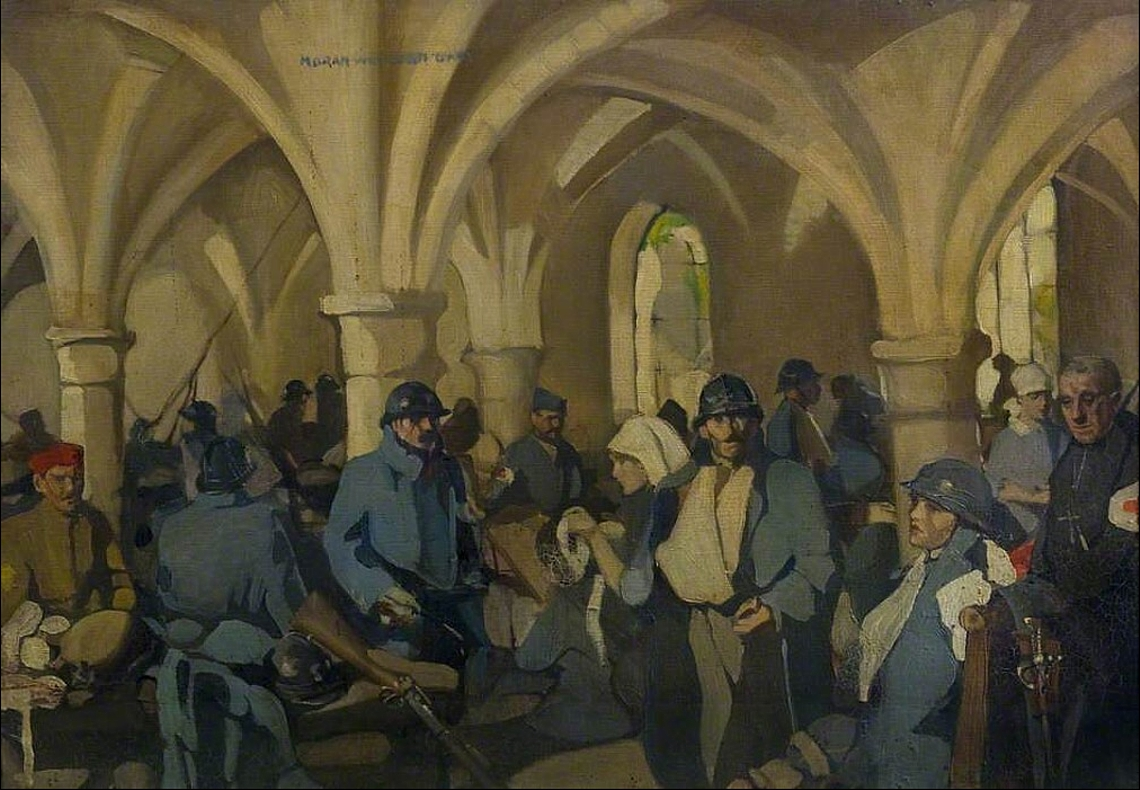
L'abbaye de Royaumont, hôpital auxiliaire d'armée no 301, peint par Norah Neilson Gray en 1918.
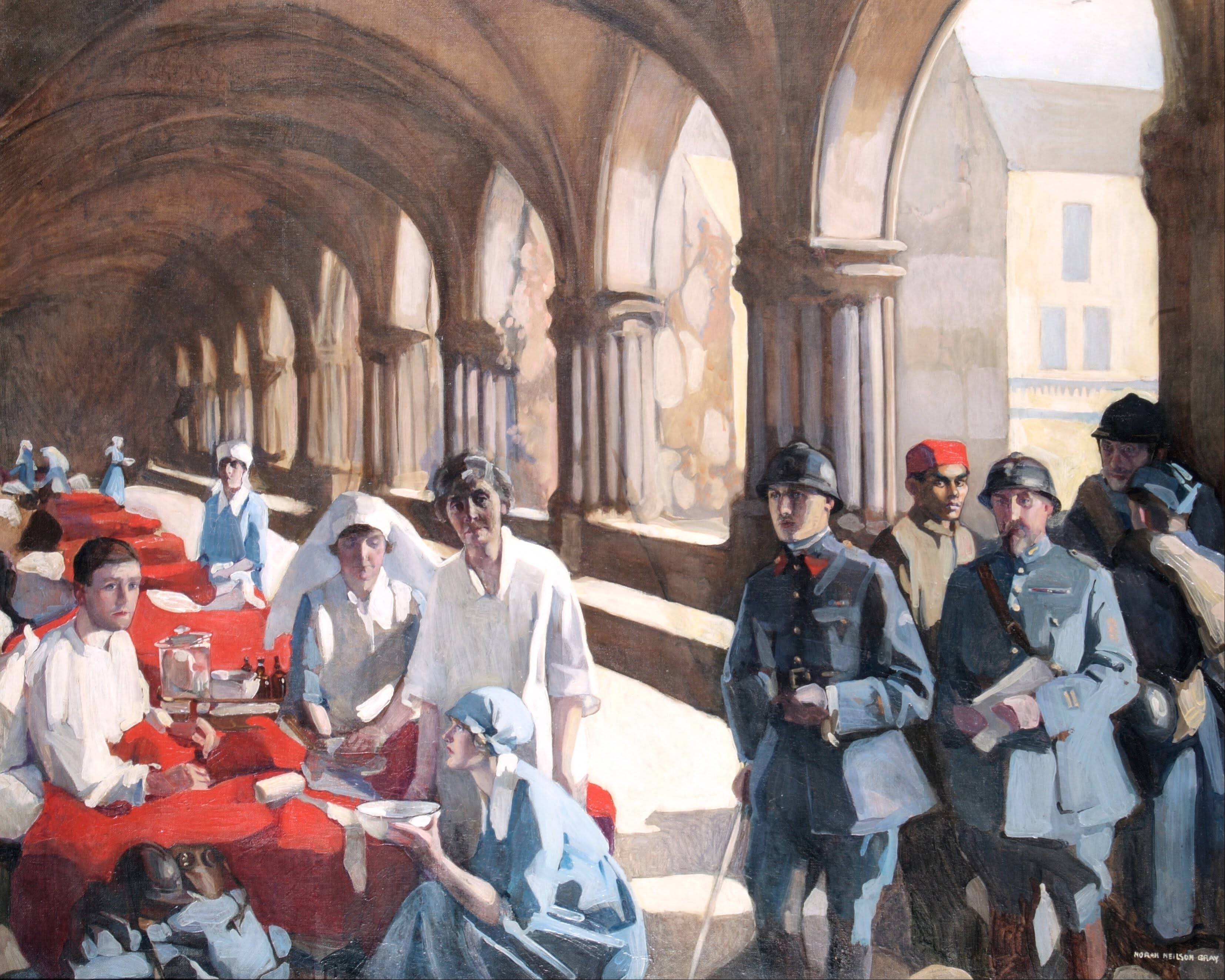
« The Scottish Women's Hospital : In The Cloister of the Abbaye at Royaumont. Dr Frances Ivens inspecting a French patient », peint par Norah Neilson Gray.

À la mort de son frère Gaston en 1921, Édouard est élu président du conseil d'administration de la Société de construction des Batignolles.
Membre de la Société des ingénieurs civils de France, depuis 1902, Édouard avait collaboré aux travaux du Comité français des expositions à l'étranger. Il reçoit le grand prix de la classe 32 (matériel des chemins de fer et tramways) à l'Exposition universelle de Bruxelles de 1910 puis à l'Exposition de Turin de 1911. Il est également vice-président de l'Œuvre de Saint-Nicolas (fondée par l'abbé Martin de Bervanger et le comte Victor de Noailles) et membre du Comité de Patronage, et sera décoré de la Légion d'honneur et fait commandeur de l'ordre du Sauveur de Grèce.
Il meurt dans le Palais abbatial de Royaumont, maison de campagne familiale de Royaumont à Asnières-sur-Oise, le 13 septembre 1922.

## Vie familiale
Il épouse, en 1898, Suzanne du Buit, fille de l'homme d'affaires Paul du Buit et de Henriette Quesnel, et nièce du bâtonnier Henry du Buit. Ils ont quatre enfants :
- Henry (1900-1977), fondateur de la Fondation Royaumont, marié en 1931 à Isabel Lang (°1904) ;
- Magdeleine (1901-1949), épouse du comte Bernard de Ganay (1893-1949) ;
- Lucienne (1906-1976), épouse de Jean Gradis ;
- Simone (1911-1991), épouse du baron Antoine Beyens.

Suzanne du Buit se remarie au comte Louis de Ségur-Lamoignon en 1928, après le décès d'Édouard.

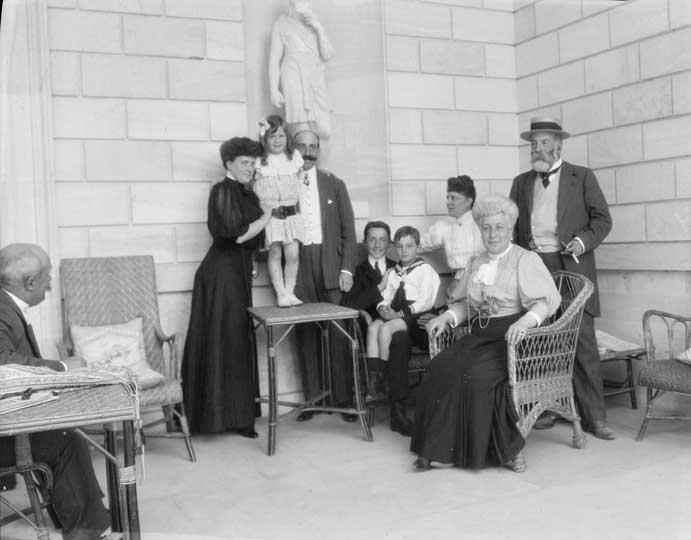
Édouard Goüin (quatrième à gauche sur la photo), entouré de sa famille, sur le perron du palais abbatial de Royaumont, 1907.
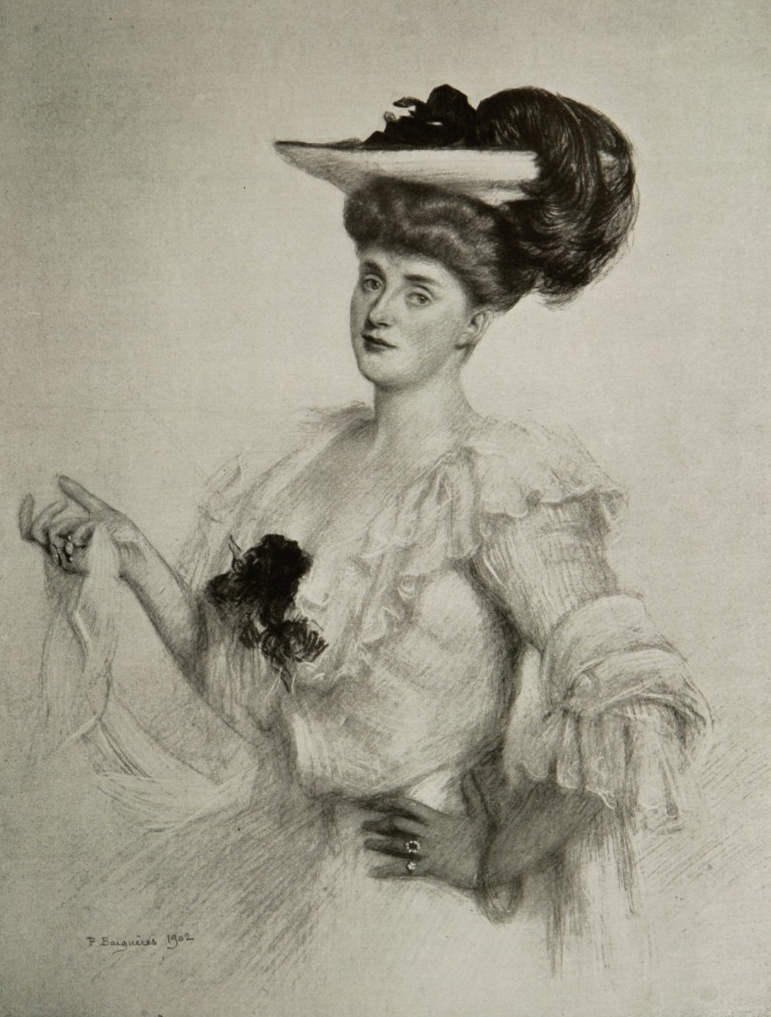
Portrait de son épouse par Paul Baignères, 1902.
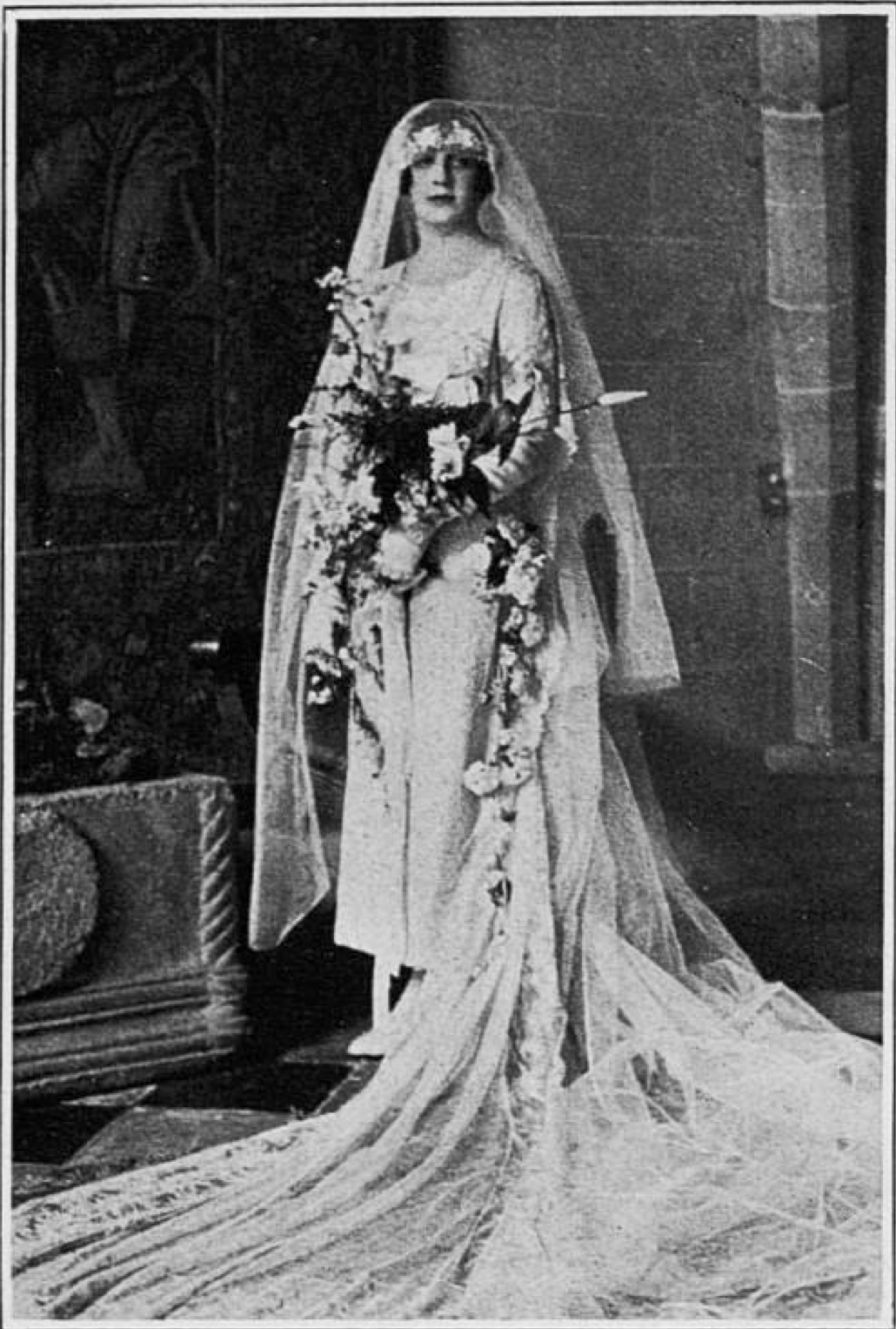
Lucienne Goüin, fille d'Édouard, le jour de son mariage avec Jean Gradis, en 1925.
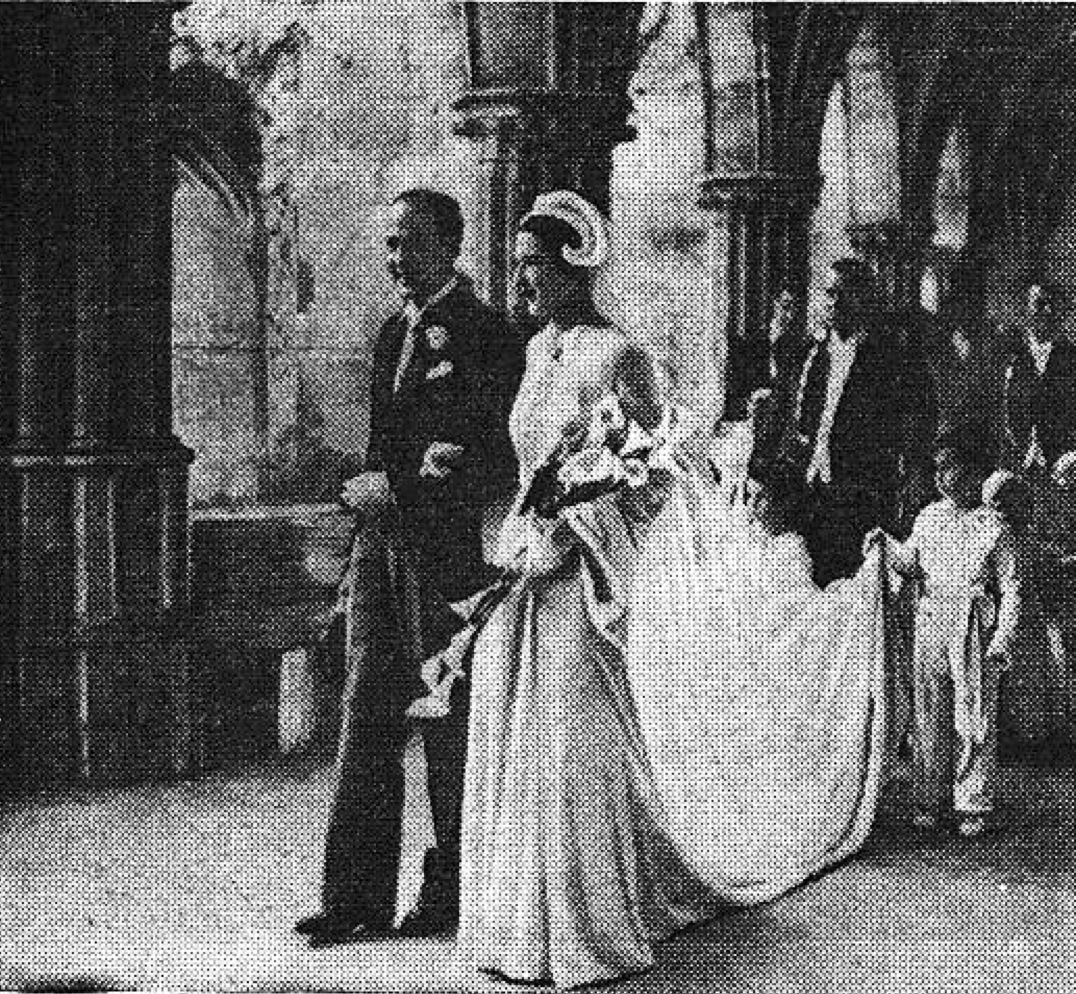
Simone Goüin, fille d'Édouard, lors de son mariage avec Antoine Beyens à l'abbaye de Royaumont, en 1937.
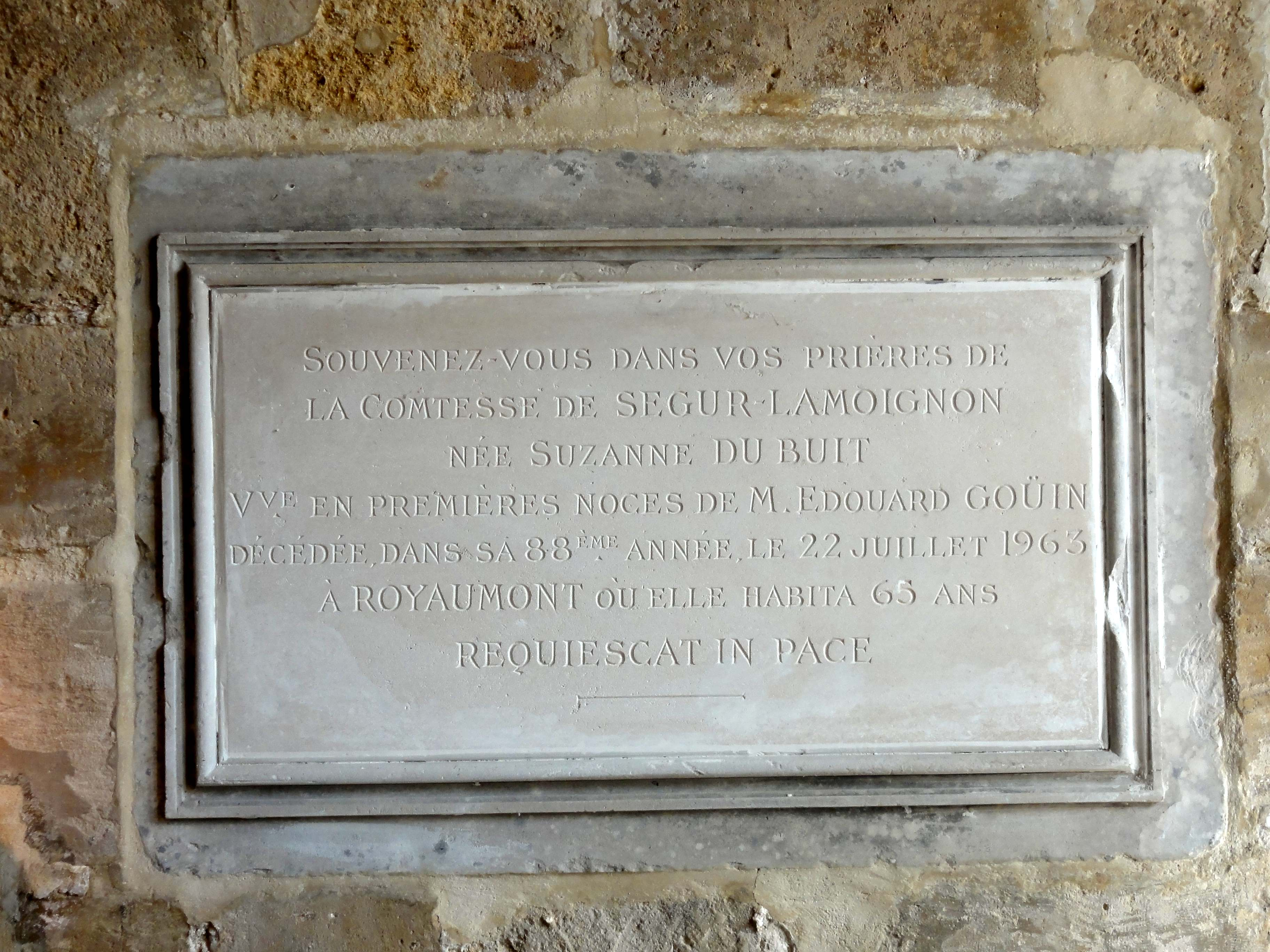
Plaque commémorative en l'hommage de l'épouse d'Édouard Goüin, futur comtesse de Ségur-Lamoignon, à Royaumont.

## Distinctions
- Chevalier de la Légion d'honneur